# Аленка Бикар
Аленка Бикар (Љубљана, 7. јануар 1974), је бивша словеначка атлетичарка која се такмичила у спринтерским дисциплинама.
Највећи успех је постигла освајањем сребрне медаље у у дисциплини 200. метара на Европско превенство у атлетици у дворани 2000. одржаним у Генту резултатом 23,16.
Три пута је учествовала на Олимпијским играма 1996. у Атланти, 2000. у Сиднеју, 2004. у Атини и увек је дошла по полуфинала.
На медитеранским играма учествовала је два пута и на 1997. у Барију освојила бронзану а 2005. у Алмерији златну медаљу.
Године 2001. поставила је словенски државни рекорд на 200 метара с временом 22,76 с и исте године је изабрана за словенску спортисткињу године.

## Лични рекорди
На отвореном:
- 100 м — 11,21 с Марибор 7. јули 2001.
- 200 м — 22,76 с Инголштат 27. мај 2001.

У дворани:
- 60 м — 7,20 с Гент 26. фебруар 2000.
- 200 м — 23,16 с Гент 27. фебруар 2000.